# Katrin Taseva
Katrin Jankova Taseva (in bulgaro Катрин Янкова Тасева?; Samokov, 24 novembre 1997) è una ginnasta bulgara.

## Biografia
Taseva ha iniziato a praticare la ginnastica ritmica nel 2000, e otto anni dopo ha fatto il suo debutto internazionale nelle competizioni juniores. Fa le sue prime importanti apparizioni partecipando alle tappe della Coppa del Mondo 2015 svolte a Bucarest e a Budapest.
Nel 2016 comincia a rappresentare la Bulgaria con maggiore assiduità e giunge tredicesima nel concorso individuale agli Europei di Holon. Essendo la Bulgaria riuscita a qualificare solamente una ginnasta per le Olimpiadi di Rio de Janeiro 2016, il posto ai Giochi olimpici è andato a Nevjana Vladinova che si è garantita l'accesso durante i Mondiali di Stoccarda 2015.
Agli Europei di Budapest 2017 Katrin Taseva conquista le sue prime importanti medaglie vincendo il bronzo nella gara a squadre, insieme a Vladinova e alla squadra bulgara junior, e conquistando anche l'argento nel nastro dopo avere superato, col punteggio 17 150, la stessa compagna Nevjana Vladinova giunta terza con 16 975 punti. Taseva accede anche alla finale del cerchio piazzandosi quarta dietro l'israeliana Linoy Ashram.
Prende parte ai Mondiali di Sofia 2018 contribuendo, insieme alle compagne Borjana Kalejn e Nevjana Vladinova, al secondo posto ottenuto dalla Bulgaria (150 975 punti) dietro la Russia (161 325 punti) e davanti l'Italia (147 550 punti) relegata al terzo posto. Si piazza inoltre sesta nell'all-around, oltre a raggiungere le finali di clavette, palla e cerchio.
Agli Europei di Baku 2019, insieme a Kalejn, Vladinova, e alla squadra juniores bulgara, vince una medaglia di bronzo nel concorso a squadre. Da individualista raggiunge tre finali d'attrezzo mancando il podio alle clavette con il quarto posto dietro l'ucraina Vlada Nikol'čenko, mentre è solamente settima con la palla e ottava con il nastro. Il mese seguente disputa pure i II Giochi europei svolti a Minsk ottenendo il secondo posto nella palla, dietro Linoy Ashram e precedendo Dina Averina, e la medaglia di bronzo nel nastro dietro le stesse Ashram e Dina Averina. Si classifica inoltre sesta nel concorso individuale e ancora una volta manca il podio nelle clavette giungendo quarta dietro Vlada Nikol'čenko.

## Palmarès
- Campionati mondiali di ginnastica ritmica

Sofia 2018: argento nella gara a squadre.
- Campionati europei di ginnastica ritmica

Budapest 2017: argento nel nastro, bronzo nella gara a squadre.
Baku 2019: bronzo nella gara a squadre.
- Giochi europei

Minsk 2019: argento nella palla, bronzo nel nastro.